# Vincent Youmans
Vincent Millie Youmans (Ciutat de Nova York, 27 de setembre, 1898 - Denver (Colorado), 5 d'abril, 1946), va ser un compositor i productor nord-americà de Broadway.
Compositor principal de Broadway de la seva època, Youmans va col·laborar amb pràcticament tots els grans lletres de Broadway: Ira Gershwin, Otto Harbach, Oscar Hammerstein II, Irving Caesar, Anne Caldwell, Leo Robin, Howard Dietz, Clifford Grey, Billy Rose, Edward Eliscu, Edward Heyman, Harold Adamson, Buddy DeSylva i Gus Kahn. Les primeres cançons de Youmans són notables per la seva economia de material melòdic: les frases de dues, tres o quatre notes es repeteixen i varien constantment per subtils canvis harmònics o rítmics. En anys posteriors, però, es va dedicar a frases musicals més llargues i línies melòdiques més rapsòdiques. Youmans va publicar menys de 100 cançons, però 18 d'aquestes eren considerades estàndards per ASCAP, un percentatge notablement alt.

## Biografia
Youmans va néixer en una família pròspera de fabricants de barrets. Quan tenia dos anys, el seu pare va traslladar la família a la classe alta Larchmont, Nova York. Youmans va assistir a la Trinity School de Mamaroneck, Nova York, i al Heathcote Hall de Rye, Nova York. La seva ambició era inicialment convertir-se en enginyer i va assistir a la Universitat Yale durant un curt període. Va abandonar per convertir-se en corredor d'una empresa de corretatge de Wall Street, però aviat va ser reclutat a la Marina durant la Primera Guerra Mundial, encara que no va veure cap combat. Mentre estava estacionat a Illinois, es va interessar pel teatre i va començar a produir espectacles de tropes per a la Marina.
Després de la guerra, Youmans va ser un compositor de cançons de Tin Pan Alley per a Jerome H. Remick Music Publishers, i després un pianista d'assaig per a les operetes del compositor Victor Herbert. El 1921, va col·laborar amb la lletrista Ira Gershwin en la partitura de Two Little Girls in Blue, que li va portar el seu primer crèdit component a Broadway, i la seva primera cançó d'èxit "Oh Me! Oh My!", i un contracte amb T. B. Harms.[ 4] El seu següent espectacle va ser Wildflower (1923), amb lletres d'Otto Harbach i Oscar Hammerstein II, que va ser un gran èxit. El seu èxit més durador va ser No, No, Nanette, amb lletra d'Irving Caesar, que va arribar a Broadway el 1925 després d'una prova sense precedents a Chicago i posteriors gires nacionals i internacionals. No, No Nanette va ser el major èxit de comèdia musical de la dècada de 1920 tant a Europa com als Estats Units i les seves dues cançons "Tea for Two" i "I Want to Be Happy" van ser èxits mundials. Les dues cançons es consideren estàndards. "Tea For Two" es va classificar constantment entre les cançons populars més gravades durant dècades.
El 1927, Youmans va començar a produir els seus propis espectacles a Broadway. També va deixar la seva editorial TB Harms Company i va començar a publicar les seves pròpies cançons. Va tenir un gran èxit amb Hit the Deck! (1927), que incloïa les cançons d'èxit "Sometimes I'm Happy" i "Hallelujah". Les seves produccions posteriors després de 1927 van ser fracassos, malgrat els èxits de cançons que van presentar ("Great Day i "Without a Song" de Great Day (1929), "Time On My Hands" de Smiles (1930) i la cançó del títol de Through the Anys). Les seves últimes contribucions a Broadway van ser cançons addicionals per a Take a Chance (1932).
L'any 1933, Youmans va escriure les cançons de Flying Down to Rio, la primera pel·lícula que va comptar amb Fred Astaire i Ginger Rogers com a parella de ballar. La seva partitura contenia "Orchids in the Moonlight", "The Carioca", "Music Makes Me" i la cançó del títol. La pel·lícula va ser un gran èxit, i va reviure les perspectives professionals del compositor, encara que mai més va escriure per a Astaire/Rogers.
Després d'una carrera professional de només 13 anys, Youmans es va veure obligat a retirar-se el 1934 després de contreure tuberculosi. Va passar la resta de la seva vida lluitant contra la malaltia. El seu únic retorn a Broadway va ser muntar una extravagància desafortunada titulada Vincent Youmans' Ballet Revue (1943), una ambiciosa barreja de música llatinoamericana i clàssica, inclosa Daphnis et Chloé de Ravel. Coreografiada per Leonide Massine. La producció va perdre uns 4 milions de dòlars.

## Vida privada
Youmans es va casar amb la corista Anne Varley el 7 de febrer de 1927. Els seus bessons, Vincent Jr. i Cecily, van néixer el 16 d'agost de 1927.
Anne va sol·licitar el divorci només cinc dies després del naixement dels seus fills. Durant la batalla legal posterior, Vincent va negar tenir els seus dos fills. El maig de 1933, dos detectius privats contractats per Anne van entrar a l'apartament de Vincent a la ciutat de Nova York. Van trobar nombroses proves de l'adulteri de Vincent. Vincent va deixar d'oposar-se al divorci, i es va concedir el 25 de novembre de 1933.
Vincent Youmans va ser un gran bevedor i fester de tota la vida i conegut per la seva addicció a sortir amb dones. La beguda va perjudicar la seva salut i va contreure tuberculosi el 1932. Va entrar en remissió durant dos anys, però es va repetir el 1934.
Youmans es va casar amb la corista Mildred Boots el 22 d'octubre de 1935. Ella va sol·licitar el divorci, invocant motius de "crueltat mental", a Reno, Nevada, el 19 de gener de 1946. Es va concedir dos dies després després que Youmans no el va impugnar.

## Mort i llegat
Youmans va morir de tuberculosi el 5 d'abril de 1946, en un hotel de Denver, Colorado. Mary Chase, autora de l'obra de Broadway Harvey de 1944, estava al seu costat.
En el moment de la seva mort, Youmans va deixar enrere una gran quantitat de material inèdit. El 1970, Youmans va ser inclòs pòstumament al Saló de la Fama dels Compositors. El 1971, No, No Nanette va gaudir d'un notable renaixement a Broadway protagonitzada per Ruby Keeler, i coreografiada per Busby Berkeley, que va ser àmpliament acreditat per començar l'era de la nostàlgia a Broadway. El 1983, va ser inclòs al Saló de la Fama del Teatre Americà.

## Musicals de Broadway amb música de Vincent Youmans
- Two Little Girls in Blue (1921)
- Wildflower (1923)
- Mary Jane McKane (1923)
- Lollipop (1924)
- No, No, Nanette (1925, revived 1971)
- Oh, Please! (1926)
- Hit the Deck (1927)
- Rainbow (1928)
- A Night in Venice (1929)
- Great Day! (1929)
- Smiles (1930)
- Through the Years (1932)
- Take a Chance (1932); additional songs only
- The Vincent Youmans Ballet Revue (1943)[4]

## Films amb música de Vincent Youmans
- No, No, Nanette (1930)
- Hit the Deck (1930)
- Song of the West (1930)
- What a Widow! (1930)
- Take a Chance (1933)
- Flying Down to Rio (1933)
- No, No, Nanette (1940)
- Tea for Two (1950)
- Hit the Deck (1955)[19]